# 法的深海底
法的深海底（ほうてきしんかいてい）とは、国家の管轄が及ばない海底とその地下である。

## 沿革

### 海底への権利主張
従来国際法上の海のとらえ方は、沿岸国の主権が及ぶ領海を狭くとり、すべての国自由が保障される公海を広くとるという、いわゆる「広い公海」と「狭い領海」の二元構造だった。しかしここで言う「公海」とは、海域を指す用語であって公海水域の下にある深海底を指す用語ではなく、かつては深海底区域に適用されるべき制度が存在しなかった。1945年9月28日、アメリカ合衆国がトルーマン宣言において、自国海岸に隣接する海底（大陸棚）とその地下にある天然資源がアメリカの管理・管轄に服することを宣言した。これは「広い公海」と「狭い領海」の二元構造の枠内で、上部水域を公海にとどめることで他国の航行の自由に配慮する一方、地形学的概念であった大陸棚を国際法上の概念として取り入れることで公海の下部にある海底の資源、その中でも特に石油に対する排他的権利を主張したものであった。しかしこのアメリカの宣言は、「狭い領海」と「広い公海」というそれまでの海洋秩序に混乱をもたらし、アメリカの宣言の同調した各国による沿岸海域分割の主張を促した。特に発展途上国の中には自国沿岸の海底に対してのみならず、アメリカが他国の航行の自由が認められるとした大陸棚の上部水域に対してまで自国の権利を主張したのである。1958年には大陸棚条約が採択されるなど徐々に大陸棚制度が確立していくが、大陸棚条約に定められた以下の大陸棚の定義は後のさらなる混乱をもたらすことになった。
- 自国沿岸に隣接している領海の外側の海底であって、水深が200メートルまでの海底区域、または、
- 水深が200メートルをこえているが海底天然資源の開発が可能な限度までの海底。

海底天然資源の開発が可能な限度まで、という大陸棚条約における大陸棚の範囲設定は、水深200メートルよりも深い海底部分を開発できるまでに海底開発技術を進歩させることができれば、理論上は自国の権利を際限なく沖合まで主張することを可能とするものであった。そのため各国の技術が進むにつれて、海底の軍事利用の危険性や過剰な資源開発競争に対する懸念が現実味を持つようになった。

### パルド提案
1960年代になると海底には地上に埋蔵するよりもはるかに大量のマンガン団塊が埋蔵していることが明らかになり、世界的な注目を浴びた。1967年8月17日、マルタ政府国連代表のパルドは国連総会第1委員会において、深海底を平和利用のため、および人類全体の利益のために開発される「人類の共同遺産」とし、そこに新しい国際制度を設定することを提案した。各国が権利拡大を試みる大陸棚の範囲を限定し、大陸棚以遠の海底を深海底として国際管理下に置こうとしたのである。これは国連の場で初めて深海底の問題を取り上げたものとされ、「パルド提案」といわれる。この「パルド提案」は満場一致で採択され、国連総会は翌1968年に海底平和利用委員会を設置し、深海底に関する検討作業が開始された。同委員会の検討作業の結果、1969年に国連総会は国家であるか私人であるかを問わず深海底区域の開発を差し控えることを要請する『深海底開発モラトリアム決議』を採択し、1970年には深海底を規律する条約起草のガイドラインとして、『深海底を律する原則宣言』を採択した。同宣言において深海底とは、「人類の共同遺産」であり、いずれの国家の取得対象ともならず、資源の探査・開発活動は将来設立される国際制度にゆだねられ、すべての国による平和利用のために開放され、探査・開発活動は特に発展途上国の利益を考慮して行わなければならない、とした。この宣言は深海底の基本的地位を定めたものであり、1982年に採択される国連海洋法条約での深海底制度の基礎となったと評価される。先進国も当初は海洋の自由を主張しこれに基づく自由開発を主張したが、自由開発に伴うリスクを回避するためには国際制度を設定し海底開発事業への保障が確保されることの方が得策と判断し同調した。

### 第3次国連海洋法会議

大陸棚縁辺部が基線から200海里以遠にある場合の国連海洋法条約による海域の区分。大陸棚縁辺部が200海里以内にある場合は、基線から200海里が大陸棚の限界となり、200海里以遠は深海底となる。

1973年から始まった第3次国連海洋法会議では、深海底の開発主体や開発方法、国際海底機構の役割、深海底開発による利益の国際社会への還元、などといった諸点について、先進国と発展途上国との間で対立があった。同会議においては、従来の表決手続きによる条約採択では問題の本質的解決を得るのは難しいと判断され、合意に至るまで話し合い票決は行わないという、コンセンサス方式が導入された。しかし深海底制度に関しては各国の対立は解消されず、1981年に発足したアメリカのレーガン政権は条約案全体を修正することを主張し、全面修正案を会議に提出した。それまで同会議では一切の事項をコンセンサス方式によって決定してきたが、アメリカの全面修正案は会議参加諸国に受け入れられず、結局コンセンサス方式を断念して票決によって採択せざるを得なかった。それでも表決は賛成130、反対4、棄権17という圧倒的賛成多数で決せられたが、アメリカに同調する国の多くは棄権票を投じた。コンセンサス方式の断念による採択は少数派諸国の利益にまで十分な配慮を尽くせなかったことを示しているともいえる。こうして1982年4月30日に同会議で採択された国連海洋法条約では第6部に大陸棚に関する諸規定がおかれ、大陸棚の範囲について以下のように規定された。
- 領土の自然の延長をたどって大陸棚縁辺部まで[15]。
- 大陸棚縁辺部が基線から200海里までのびていない場合には基線から200海里まで[15]。
- 大陸棚縁辺部が基線から200海里以上にのびている場合には、基線から350海里までか、または2500メートルの等深線から100海里の距離をこえてはならない[18]。

国連海洋法条約では上記のように定義される大陸棚の範囲をこえる海底部分が深海底とされた。また同条約第11部には深海底に関する諸規定がおかれ、深海底とその資源を「人類の共同遺産」とする考え方が引き継がれた。しかし私企業の利益確保を主張し国際海底機構の直接管理方式に異を唱えたアメリカ合衆国、イギリス、西ドイツが国連海洋法条約への不参加を表明するなど、条約に規定される国際機構の設立に必要な技術力・経済力を有する先進各国が離脱した。

### 国連海洋法条約発効まで
1982年に採択された国連海洋法条約は領海、公海、大陸棚、排他的経済水域など、海洋のあらゆる制度を包摂する大きな条約となったが、深海底の厳しい開発条件を定めた条約第11部に対しては先進国の不満が根強くほぼ一様に条約批准を控えたため、国連海洋法条約の発効は遅延した。先進諸国が異議を唱えた点として具体的には、自由主義経済の原理に合致しない生産制限の考え方が採用されていたこと、国際海底機構の開発主体である「事業体」に特権的地位が与えられていたこと、先進国側に過大な技術移転の義務が課されていたこと、が挙げられる。そのような状況で条約の深海底に関する諸条項の見直しの必要性が強く認識されるようになり、1990年より国連事務総長ガーリの主導で非公式協議が開催され、1994年7月28日に国連海洋法条約第11部実施協定が国連総会にて採択された。同協定は国連海洋法条約と一体となって解釈・適用されることとされ、国連海洋法条約と実施協定が矛盾するときには実施協定が優先されることとなった。こうして先進諸国にとっての障害が取り除かれたことで各国の条約参加が促進され、1994年11月16日に国連海洋法条約は発効した。

## 深海底資源開発制度の変遷

### 国連海洋法条約における開発制度
国連海洋法条約第11部には深海底に関する規定がおかれた。同条約によると、深海底とそこにあるレアメタルなどの資源は「人類の共同遺産」であり（第133条・第136条）、いずれの国家の主権下にもおかれず、国家・私人を問わず深海底の取得を禁じられ、それらに代わって国際海底機構が人類全体のために深海底に関するすべての権利を取得し行使するとされた（第137条・第156条）。国連海洋法条約に定められる具体的な開発方式としては、国際海底機構の直属の機関である「事業体」が直接開発するもの（直接開発方式）と、国際海底機構と提携した国連海洋法条約締約国か、または締約国国籍の法人などが開発するもの（ライセンス方式）との、二元的開発体制が採用された。この開発体制を「パラレル方式」、または「並行方式」という。これは国際海底機構に一切の開発権限を集中させることを主張した発展途上国と、同機構を国家や企業へのライセンス発給機関にとどめることを主張した先進国の間の妥協によるものである。締約国や締約国国籍企業などが深海底開発を行う場合、国際海底機構に業務計画を申請し承認を得なければならない。技術や資本を有する企業に開発が独占されることを避け「事業体」による開発を促進するため、事業計画申請者は同等の価値が見込まれる2つの鉱区を申請しなければならず、2つの鉱区のうち一方を「事業体」が開発する「留保鉱区」として「事業体」が先に選び、もう一方の鉱区が「非留保鉱区」として申請者に割り当てられる。この2つの鉱区を申請し割り当てる方式を「バンキング方式」という。陸上で同種の資源を生産する国の利益を保護するため、業務計画の承認を受けた開発者は深海底鉱物資源を開発するにあたって国際海底機構が定める年間生産上限枠を守らなければならず、収益の一定割合を機構に拠出しなければならない。また開発者には深海底開発技術を国際海底機構に提供する義務も課され、業務計画承認手続きの手数料と、年間100万ドルの固定料金の支払いが義務付けられた。さらに国連海洋法条約第11部の規定や国際海底機構の規則・決定に従わない開発者や締約国に対しては、機構はそれらの操業などの権利を停止・終了させたり罰金を科すことができる。

### 先行投資者保護
国連海洋法条約第11部に規定される前記「パラレル方式」による開発を条約発効後すぐに行うとすると、条約発効前から開発の前提となる海底鉱区の探査が必要となるが、条約が発効するまでどの鉱区が割り当てられるのかわからない状態で探査をしなければならないのでは海底開発への投資意欲が損なわれかねないことが危惧された。そこで1982年4月30日に国連海洋法条約が採択されるのと同時に「先行投資者保護決議」(国連海洋法会議決議II)が採択され、条約発効までの暫定的機関として準備委員会が新たに設立されることとされた。前記決議によると、「先行投資者」はこの準備委員会に対して同等の商業価値を持つ2つの鉱区を申請し、準備委員会がこの2鉱区うち将来設立される国際海底機構のための鉱区を留保し、残りの鉱区では準備委員会への登録の日から条約発効まで「先行投資者」に探査を行うための排他的権利を認め、さらに条約発効後も「先行投資者」による開発を他の申請者よりも優先し保証することとしたのである。国連海洋法条約発効前に準備委員会にこうした申請を行い登録を済ませた開発者を「登録された先行投資者」とし、条約が発効したときに「登録された先行投資者」が前記「先行投資者保護決議」を遵守していることの証明をすれば自動的に機構に業務計画が承認されることとなり、準備委員会に登録をせずに深海底の探査・開発を行う事業者に比べて特権的な待遇が認められることとされた。G77に代表される発展途上国は条約が発効する前にそのような特権を認めるべきではないとして一旦は反対したが、先進諸国の国連海洋法条約体制への参加が不可欠であったこともあり、条約署名国のみを対象とすることや先行投資の保護はあくまで探査が対象であって開発は対象外であることを条件として、発展途上国もこうした先行投資者保護に賛同するようになった。当時実際に海底の探査・開発技術を有していた国々のうち、インド、ソビエト連邦、日本、フランスは『先行投資者保護決議』に基づく開発方式を選択し、1987年にはこれらの国々による申請が準備委員会に承認された。他方でアメリカ合衆国、イギリス、イタリア、オランダ、カナダ、西ドイツ、ベルギーは条約制度に反発してコンソーシアムを結成し、条約に基づかない独自の開発方式を選んだ。

### 実施協定における開発制度
国連海洋法条約第11部実施協定では、先進国が不満を示していた諸点が改められ、同実施協定と国連海洋法条約が抵触するときは実施協定が優先されることとされた。国連海洋法条約と「先行投資者保護決議」においては、前述の通り「登録された先行投資者」は「未登録の先行投資者」と比較して鉱区の申請に際して有利な待遇がなされることが規定されていたが、実施協定では両者の申請は平等に扱われることが規定された。また条約では、申請者が一般市場で入手不可能な開発技術を有する場合は「事業体」に対しその開発技術を提供することが義務付けられており、これに対してはアメリカをはじめとした先進各国は市場原理に反するとして強く反発したが、実施協定ではこうした強制的な技術移転に関する条約の規定は適用されないことが定められた。陸上生産国の保護を目的とした生産制限に関する制度も実施協定では大幅に改められ、鉱物が深海底産出であるか否かについて差別をしないことが規定されたほか、深海底産出の鉱物の商業利用はGATTの規定に基づく市場経済の原理に従うこととされた。開発者に年間100万ドルを国際海底機構に支払うことを義務付けるなど、開発者に対して国連海洋法条約は多額の負担を強いていたが、金額を減額するなど開発者の財政的負担は大幅に軽減された。